# 吳彤 (演奏家)
吳彤（1971年9月21日—），男，满族，北京人，中國笙演奏家、歌手，國家一級演員。吳彤是馬友友等「絲路之旅演奏團」中的團員，絲路巡迴音樂會中以笙及巴烏為主要演奏樂器。曾為「轮回乐队」的主音歌手，以其独特高亢嗓音著称。參與《馬友友與友人的音樂：禮讚/歡樂頌》專輯獲得第52屆葛萊美最佳古典跨界專輯獎。參與合作的《馬友友與絲路樂團：歌詠鄉愁》專輯獲得第59屆葛萊美最佳世界音樂專輯獎。

## 生平
5歲起跟隨父親學習笙和唢呐。1983年考入中央音樂學院附小，1987年十六歲開始創作並演唱流行歌曲，1994年於中央音樂學院民樂系畢業。

#### 主要演藝經歷
1991年底，吳彤、趙衛、周旭、李強、焦全傑這五位來自中國高等音樂院校的高才生組成了中國內地首支學院派搖滾樂隊「輪迴樂隊」，從此便開始他們的音樂旅途。1995年，輪迴樂隊出版了第一張專輯《創造》。截至2002年，輪迴樂隊共推出了四張專輯，分別為《創造》、《心樂集》、《我的太陽》、《超越·輪迴》。
2000年，加入馬友友的「絲路樂團」，演出國家遍及美國、德國、法國、中國、韓國等。
2004年，由於音樂理念相異，吳彤離開「輪迴樂隊」。
2006年，簽約香港大國文化。
2007年，上海特奧會開幕式，馬友友和絲路樂團演奏演唱《快樂》。
2008年，應舊金山歌劇院的邀請，參加歌劇《接骨師之女》的演出。
2010年，絲路之旅臺灣音樂會，與馬友友合作演繹改編的巴赫版的臺灣名曲《望春風》。
2011年，央視春晚，與郑钧聯唱新民樂組合歌曲《馬鈴響來玉鳥唱》與《趕圩歸來阿哩哩》。
2013年，受邀与香港管弦乐团参加为纪念張國榮先生逝世十周年专场音乐「光影流影张国荣」的演出。
2017年，央視春晚，獨唱歌曲《一片深情》。
2018年，在「國家寶藏」第一季盛典上帶來《將進酒》，並在第二季獻上歌曲 《抱月入懷》。
2022年，參加北京冬奧和殘奧會頒獎儀式推廣歌曲《致敬勇士》的演唱；2月參加2022絲路春晚。12月參加啟航2023央視跨年晚會與于毅合唱《天籟合鳴》。
2023年，央視春晚，與阿蘭、艾熱等人合作演唱《我的家鄉》。

## 获得獎項
- 2010年 參與的《馬友友與友人的音樂：禮讚/歡樂頌》專輯（Yo-Yo Ma & Friends: Songs of Joy & Peace），獲得了52屆的葛萊美獎「最佳古典跨界專輯」（Best Classical Crossover Album）獎項。
- 2010年 與絲路樂團合作的《Off the Map》專輯獲得第53屆葛萊美最佳古典跨界專輯獎提名。
- 2011年 金號獎最具國際影響力跨界歌手獎。
- 2011年 個人專輯《我一直聽見自己的笙音》入圍金曲獎最佳跨界專輯獎。
- 2012年 獲得華美協進社首次設立並頒發的年度音樂家稱號。6月時受邀至美國亞斯本思想節演出。
- 2017年 參與的絲路樂團紀錄片《The Music Of Stranger》獲得第59屆葛萊美最佳音樂電影提名。
- 2017年 合作的《馬友友與絲路樂團：歌詠鄉愁》專輯（Yo-Yo Ma & The Silk Road Ensemble：Sing Me Home），獲得了第59屆葛萊美獎「最佳世界音樂專輯」（Best World Music Album）獎項。
- 2017年 美國亞洲協會為他頒發年度「亞洲創變者獎」（Asia Game Changer Awards)。

## 賽事评委
- 2007年、2009年，擔任CCTV民族器樂電視大賽評委。
- 2010年，擔任第十四屆CCTV青年歌手電視大賽流行組評委。
- 2012年，擔任CCTV民族器樂電視大賽評委。
- 2013年，擔任第十五屆CCTV青年歌手電視大賽流行組評委。
- 2019年，擔任CCTV中國器樂電視大賽評委。